# Mark Withers
Mark Withers (* 25. Juni 1947 in New York City; † 22. November 2024) war ein US-amerikanischer Schauspieler. Withers spielte in verschiedenen US-amerikanischen Serien und Filmen mit.

## Leben
Unter anderem spielte Withers die Rolle von Ted Dinard, dem  Freund von Steven Carrington in der Fernsehserie Der Denver-Clan. Weitere Fernsehrollen hatte Withers in den Serien und Fernsehfilmen: Wonder Woman, The Greatest American Hero, Kaz & Co, Magnum, Ein Duke kommt selten allein, Hart aber herzlich, Remington Steele, Hotel, Dallas, L.A. Law – Staranwälte, Tricks, Prozesse, Matlock, King of Queens, Kaz & Co und Frasier.